# Litoriinae
Litoriinae (vroeger: Pelodryadinae) is een onderfamilie van kikkers die behoort tot de familie Pelodryadidae. De groep werd voor het eerst wetenschappelijk beschreven door Dubois en Frétey in 2016. De groep werd lange tijd tot de familie boomkikkers (Hylidae) gerekend. In de literatuur wordt daarom vaak de verouderde situatie vermeld.
De onderfamilie Litoriinae is monotypisch en wordt vertegenwoordigd door slechts een enkel geslacht; Litoria. Deze bekende groep van boomkikkers telt 92 soorten die een groot verspreidingsgebied hebben in vergelijking met andere geslachten van kikkers. Volgens verouderde indelingen worden er drie geslachten erkend, naast Litoria zijn dit Cyclorana en Nyctimystes.
Alle soorten komen voor in zuidelijk Azië en Australië.

## Taxonomie
- Geslacht Litoria